# Indirana tenuilingua
Espèce
Synonymes
- Rana tenuilingua Rao, 1937

Statut de conservation UICN

 DD  : Données insuffisantes
Indirana tenuilingua est une espèce d'amphibiens de la famille des Ranixalidae.

## Répartition
Cette espèce est endémique de l'État du Karnataka en Inde. Elle a été découverte dans un lieu nommé « Kempholey, Hassan » à une altitude d'environ 400 m dans les Ghâts occidentaux. 
Aucune population n'est actuellement connue à l'état sauvage.

## Taxinomie
L'holotype de cette espèce ayant été égaré, la désignation d'un néotype est nécessaire.

## Publication originale
- Rao, 1937 : On some new forms of Batrachia from south India. Proceedings of the Indian Academy of Sciences, ser. B, vol. 6, p. 387-427.